# Marie François Sadi Carnot

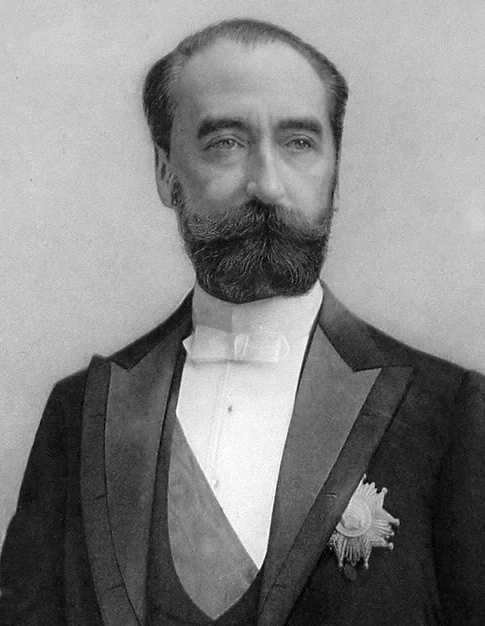
Marie-François Sadi-Carnot

Marie François Sadi Carnot (Llemotges 11 d'agost de 1837 - Lió 25 de juny de 1894) fou un polític francès, que va exercir com a president de França des de 1887 fins al seu assassinat el 1894.
La seva presidència va estar marcada per una sèrie de crisis mal gestionades. El ràpid ascens del general Boulanger i el seu intent fallit de marxar sobre l'Elisi el 1889 van representar la primera amenaça seriosa per a la República durant el mandat de Carnot. Després van arribar una sèrie de crisis ministerials, escàndols financers, agitació laboral, violència anarquista i, finalment, l'assassinat del propi Carnot el 1894. Els escàndols de Panamà, que van involucrar suborns a parlamentaris, van provocar importants pèrdues financeres i van avergonyir profundament els implicats. El diari d'extrema dreta La Libre Parole, dirigit pel publicista antisemita Édouard Drumont, va augmentar la intolerància envers la política de la Tercera República.
Carnot també va tenir alguns èxits. Va ser ben rebut quan va viatjar per França, va inaugurar l'exposició de 1889 que celebrava la Revolució Francesa i va facilitar un apropament diplomàtic amb Rússia. El seu mandat va reforçar el poder i la influència de la presidència.